# جومبو تسوروتا
جومبو تسوروتا (انگلیسی: Jumbo Tsuruta; ۲۵ مارس ۱۹۵۱ – ۱۳ مهٔ ۲۰۰۰) با نام واقعی تومومی تسوروتا کشتی‌گیر کشتی حرفه‌ای و کشتی‌گیر المپیکی اهل ژاپن بود.